# Lupparia subnotulata
Lupparia subnotulata är en kackerlacksart som först beskrevs av Karlis Princis 1950.  Lupparia subnotulata ingår i släktet Lupparia och familjen småkackerlackor. Inga underarter finns listade i Catalogue of Life.